# Adenophora taquetii
Adenophora taquetii är en klockväxtart som beskrevs av Augustin Abel Hector Léveillé. Adenophora taquetii ingår i släktet kragklockor, och familjen klockväxter. Inga underarter finns listade i Catalogue of Life.